# Питляр, Эсфирь Хаскелевна
Эсфи́рь Хаскелевна Питля́р (псевдоним — Ири́на Александровна Питля́р; 30 июля 1915, Житомир — 2007) — российский литературный критик, литературовед; кандидат филологических наук (1941).

## Биография
Окончила Ленинградский государственный педагогический институт имени А. И. Герцена (1937). Член Союза писателей СССР с 1966 года и Союза писателей Москвы.
Работала в редакции «Литературной газеты» (1956—1957), в журнале «Дружба народов» (1958—1961), в редакции литературы и языка издательства «Советская энциклопедия» (1961—1984), где в 1960-х гг. редактировала Краткую литературную энциклопедию.

## Избранные сочинения
- Питляр И. Без родины // Дружба народов. — 1957. — № 12. (о творчестве Н. И. Ильиной)[5]
- Питляр И. А. Белкин, Абрам Александрович // Краткая литературная энциклопедия. — 1978. — Т. 9.
- Питляр И. Больше простора героям! // Литературная газета. — 1955, 17 февр. — № 21. (о творчестве А. А. Котовщиковой)[6]
- Питляр И. В те трудные годы… // Литературная газета. — 1957, 17 янв. (о творчестве П. Ф. Нилина)[7]
- Питляр И. Записки сельского учителя // Новый мир. — 1965. — № 3. (о творчестве С. А. Крутилина)[8]
- Питляр И. Зоркость художника // Литературная газета. — 1954, 2 авг. — № 91. (о творчестве Н. А. Алексеева)[9]
- Питляр И. И всё — впервые // Сиб. огни. — 1963. — № 12. (о творчестве Е. Я. Драбкиной)[10]
- Питляр И. Испытание временем // Новый мир. — 1958. — № 7. (о творчестве В. А. Герасимовой)[11]
- Питляр И. Испытание характеров // Литературная газета. — 1956, 13 марта. (о творчестве П. Ф. Нилина)[7]
- Питляр И. А. Квливидзе, Михаил (Миха) Георгиевич // Краткая литературная энциклопедия. — 1978. — Т. 9.
- Питляр И. А. Куприн, Александр Иванович // Краткая литературная энциклопедия. — 1966. — Т. 3.
- Питляр И. Люди смелой и щедрой мысли // Знамя. — 1956. — № 8. (о творчестве А. А. Бека)[12]
- Питляр И. Можно ли вернуться в ту страну? // Детская литература. — 1966. — № 5. (о творчестве А. И. Мошковского)[13]
- Питляр И. Надежда // Дружба народов. — 1961. — № 2. (о творчестве Я. В. Баша)[14]
- Питляр И. Новая работа о Чехове // ВЛ. — 1958. — № 3. (о творчестве Г. П. Бердникова)[15]
- Питляр И. О «мелочах» быта в литературе // Литературная газета. — 1953, 13 янв. (о творчестве И. Н. Шутова)[16]
- Питляр И. О правде характеров // Знамя. — 1955. — № 12. (о творчестве П. И. Капицы)[17]
- Питляр И. Остановить мгновенье! // Новый мир. — 1960. — № 7. (о творчестве Г. С. Гора)[18]
- Питляр И. От имени поколения // Москва. — 1957. — № 10. (о творчестве Ю. Б. Капусто)[19]
- Питляр И. «Падает вверх», или немного о законах восприятия // Фантастика : [антология]. — Молодая гвардия, 1965. — Вып. 1. — С. 273—277. — 100 000 экз[20].
- Питляр И. Певец родного края //Знамя. — 1957. — № 9. (о творчестве К. Н. Урманова)[21]
- Питляр И. Писатель говорящий // И только память обо всём об этом… : Наталия Ильина в воспоминаниях друзей / Сост.: В. Жобер. — М.: Языки славянской культуры, 2004. — С. 134—143. — ISBN 5-94457-189-6
- Питляр И. Писатель одной темы //Знамя. — 1958. — № 7. (о творчестве Е. К. Горбова)[22]
- Питляр И. По законам науки и красоты // Вопросы литературы. — 1963. — № 12. (о творчестве В. Т. Романенко)[23]
- Питляр И. Повесть о детстве // Семья и школа. — 1967. — № 3. (о творчестве В. Л. Андреева)[24]
- Питляр И. Под звуки марша // Новый мир. — 1966. — № 12. (о творчестве Ю. Смуула)[25]
- Питляр И. Под ярким светом фонаря // Семья и школа. — 1966. — № 9. (о творчестве И. Грековой)[26]
- Питляр И. Посмотри на себя со стороны… // Новый мир. — 1969. — № 7. (о творчестве А. И. Смирнов-Черкезова)[27]
- Питляр И. Пощёчина мещанину // Литературная газета. — 1961, 18 марта. — № 34.[11]
- Питляр И. Поэтич. проза // Новый мир. — 1963. — № 5. (о творчестве И. П. Друцэ)[28]
- Питляр И. Рассказы о наших современниках // Литературная газета. — 1949, 30 июля. (о творчестве В. Н. Матова)[29]
- Питляр И. Рассказы одного сборника // Знамя. — 1955. — № 6. (о творчестве В. П. Лукашевича)[30]
- Питляр И. Стихи Леонида Равича // Мол. гвардия. — 1959. — № 9.[31]
- Питляр И. Строгие юноши // Дружба народов. — 1973. — № 8. (о творчестве В. А. Алексеева)[32]
- Питляр И. Творчество // Литературная газета. — 1965, 26 июня. (о творчестве Н. М. Амосова)[33]
- Питляр И. Точно, убедительно // Вопросы литературы. — 1964. — № 7. (о творчестве Ф. И. Кулешова)[34]